# Ballinasloe
Ballinasloe (Irsk: Béal Átha na Slua) er en irsk by i County Galway og County Roscommon i provinsen Connacht, i den vestlige del af Republikken Irland med en befolkning (inkl. opland) på 6.303 indb i 2006 (6.219 i 2002) 